# Euphyia laodice
Euphyia laodice är en fjärilsart som beskrevs av Thierry-mieg 1894. Euphyia laodice ingår i släktet Euphyia och familjen mätare. Inga underarter finns listade i Catalogue of Life.